# Baracsi úti Arborétum
A Dunaújvárosban található Baracsi úti Arborétum, más néven Kádár-völgyi Arborétum védett természetvédelmi terület, melynek kezelője a Dunanett Kft, azon belül is az erdészetvezető. Az arborétum megtekintése ingyenes. A csoportokat előzetes bejelentkezés alapján fogadják.

## Földrajzi elhelyezkedés
Az Alsófoki-patak az arborétum északi részén éles kanyarulattal csatlakozik a Kádár-völgyhöz, így a patak mentén körbejárhatjuk az arborétumot. A város alaptalaja a lösz, ezen pedig kiváló minőségű csernozjom talaj keletkezett, ami jellemző az arborétum talajára is. Az arborétum a város szívében található a Kádár-völgyben, délről a Kertváros, nyugatról a Béke városrész és keletről a Technikum városrész határolja. Kiterjedése 1,57 hektár.

## Bemutatás

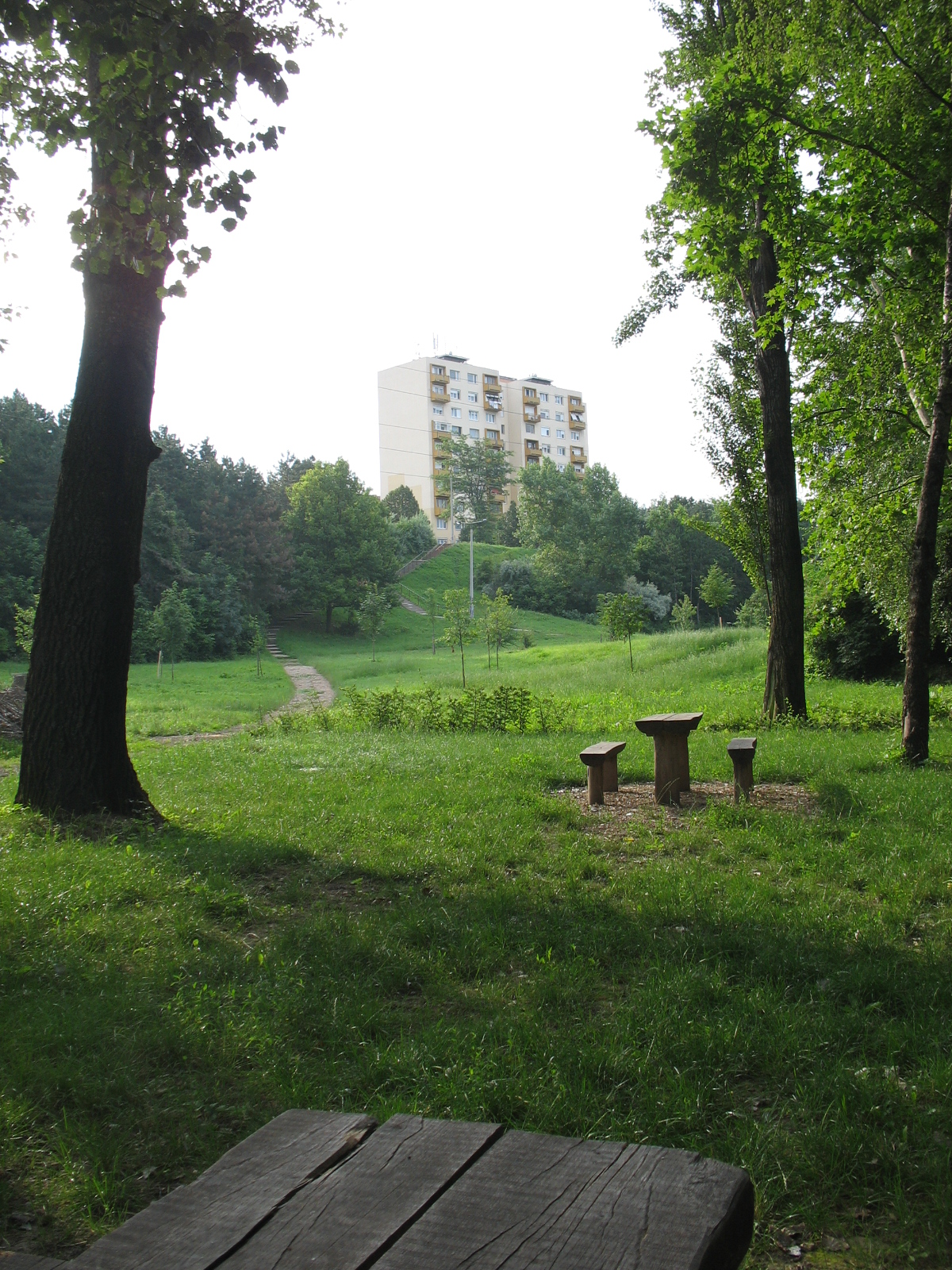
Ideális pihenőhely a városlakóknak

Az Arborétum egy erdészeti és parképítészeti céllal létrehozott terület, ahol a telepített örökzöldek a városon keresztül haladó Alsó-foki patak völgyében találhatók.  A hűvös völgyben olyan élőfa-gyűjtemény kialakítására került sor, amelyben bemutathatóvá válhattak a telepített örökzöld, lombhullató fa-, és cserje fajok, tuják, hamisciprusok, borókák széles fajváltozatai.
2009-ben született döntés arról, hogy az arborétumot fejleszteni, szépíteni kellene, így a munkálatok során a Kádár-völgyben az Alsó-foki patak mellett lévő utat egyfajta tanösvényként alakították ki, minden most is látható fa mellé kiírták a magyar és latin nevét, bemutatva annak tulajdonságait. A gyalogutat faaprítékkal szórták  fel, amit a kitermelt cserjékből, illetve az elpusztult fákból a helyszínen dolgoznak fel. Egy fából készült gyaloghidat is építettek a patakon át: és itt egy eddig elzárt területen lévő faritkaságokat látogathatnak az érdeklődők idegenvezetővel, előzetes bejelentkezés után. Az előzetes terveknek megfelelően  újabb ritkaságokat ültettek közel 32 féle fajjal, olyanokkal,  mint a mézgás éger, fehér gyertyán, sajmeggy stb. Az ide látogatókat kényelmes fapadok, asztalok és szalonnasütő hely várja, hogy legyen hol megpihenni a tanösvény végigjárása után.

## Bővítések, tervek
2010-ben egy állatsimogatóval bővült a Baracsi úti arborétum. Így már nemcsak növényeket, a Duna hazai, középső folyására és a Mezőföldre jellemző növénytársulásokat, valamint az Alsófoki-patak völgyének páratlan mikroklímáját jól tűrő mediterrán fákat, bokrokat, cserjéket lehet szemügyre venni a családi kirándulásra egyre inkább alkalmas menedékhelyen, hanem immár állatokat is. Az új állatsimogatóban a Mezőföldre jellemző háztáji állatokat láthatnak a városiak, legfőképpen libát, kacsát, pulykát, kecskét és nyulakat. A már hetven százalékban elkészült erdei iskolában vizesblokkot, valamint harminc embert befogadó fedett tartózkodót akarnak építeni a későbbiekben.

## A Baracsi úti Arborétum növénygyűjteménye
Az arborétumban található nyitvatermő fák fajlistája:

 1. Közönséges luc			(Picea abies)

 2. Szerb luc			(Picea omorica)

 3. Keleti luc			(Picea orientalis)

 4. Szúrós luc			(Picea pungens glauca)

 5. Európai vörösfenyő		(Larix decidua)

 6.	Európai vörösfenyő               (- „Puli”)

 7. Kaukázusi jegenyefenyő		(Abies nordmanniana)

 8. Andalúziai jegenyefenyő		(Abies pinsapo)

 9. Kolorádói jegenyefenyő		(Abies concolor)

 10. Kolorádói jegenyefenyő	        (Abies concolor „Violacca”)

 11. Kolorádói jegenyefenyő	        (Abies corearia „Silberfeder”)

 12. „Sé” erdeifenyő		(Pinus sylvestris „Sé”)

 13. Feketefenyő			(Pinus nigra)

 14. Törpefenyő			(Pinus mugo)

 15. Himalájai selyemfenyő		(Pinus wallichiana)

 16. Simafenyő			(Pinus strobus)

 17. Atlasz cédrus			(Cedrus atlantica)

 18. Himalájai cédrus		(Cedrus deodara)

 19. Duglászfenyő			(Pseudotsuga menziesii)

 20. Oregoni álciprus		(Chamaecyparis lawsoniana)

 21. Oregoni álciprus	        (- „Stardust”)

 22. Oregoni álciprus               (- „Nona mini”)

 23. Oregoni álciprus	        (- „Lővér”)

 24. Oregoni álciprus               (- „Pendula”)

 25. Álciprus			(Chamaecyparis sp.)

 26. Arizonai ciprus		(Cupressus arizonica)

 27. Óriás életfa			(Thuja plicata)

 28. Óriás életfa	                (- „Zebrina”)

 29. Nyugati életfa			(Thuja occidentalis)

 30. Nyugati életfa			(- „Malonyana”)

 31. Nyugati életfa			(- „Spiralis”)

 32. Keleti életfa			(Thuja orientalis)

 33. Közönséges boróka		(Juniperus communis)

 34. Virginiai boróka		(Juniperus virginiana ssp.)

 35. Kínai boróka			(Juniperus chinensis „Keteleeri”)

 36. Közönséges tiszafa		(Taxus baccata)

 37. Közönséges tiszafa             (Taxus media „Hichsii”)

 38. Kínai mamutfenyő (Metasequioa glyptostroboides)

 39. Japán szugifenyő		(Cryptomeria japonica)

 40. Közönséges mocsárciprus	(Taxodium distichum)

 41. Páfrányfenyő			(Ginkgo biloba)

Az arborétumban található zárvatermő fák fajlistája:

 42. Fehér fűz			(Salix alba)

 43. Szomorú fűz			(Salix alba „Tristis”)

 44. Kecskefűz			(Salix caprea)

 45. Fehér nyár			(Populus alba)

 46. Jegenye nyár		        (Populus nigra „Italica”)

 47. Rezgő nyár			(Populus tremula)

 48. Közönséges dió		        (Juglans regia)

 49. Közönséges nyír		(Betula pendula)

 50. Mézgás éger			(Alnus glutinosa)

 51. Hamvas éger			(Alnus incana)

 52. Közönséges gyertyán		(Carpinus betulus)

 53. Közönséges bükk		(Fagus sylvatica)

 54. Szelídgesztenye		(Castanea sativa)

 55. Kocsányos tölgy		(Quercus robur)

 56. Piramis tölgy		        (Quercus robur „Pyramidalis”)

 57. Vadalma			(Malus sylvesrtis)

 58. Vadkörte			(Pyrus pyraster)

 59. Lisztes berkenye		(Sorbus aria)

 60. Barkócaberkenye		(Sorbus torminalis)

 61. Házi berkenye		        (Sorbus domestica)

 62. Vadcseresznye		        (Prunus avium)

 63. Sajmeggy			(Prunus mahaleb)

 64. Mirobalán szilva	        (Prunus cerasifera)

 65. Korai juhar			(Acer platanoides)

 66. Hegyi juhar			(Acer pseudoplatanus)

 67. Mezei juhar 		        (Acer campestre)

 68. Zöld juhar			(Acer negundo)

 69. Nagylevelű hárs		(Tilia platyphyllos)

 70. Ezüst hárs			(Tilia tomentosa)

 71. Kislevelű hárs		        (Tilia cordata)

 72. Magas kőris			(Fraxinus excelsior)

 73. Virágos kőris		        (Fraxinus ornus)

 74. Magyar kőris		        (Fraxinus angustifolia ssp. Pannonica)

 75. Fehér akác			(Robinia pseudoacacia)

 76. Juharlevelű platán		(Platanus hybrida)

 77. Nyugati ostorfa		(Celtis occidentalis)

 78. Papíreperfa			(Broussonetia papyrifera)

 79. Oszázs narancs (Maclura pomifera)

## A területen található táblák

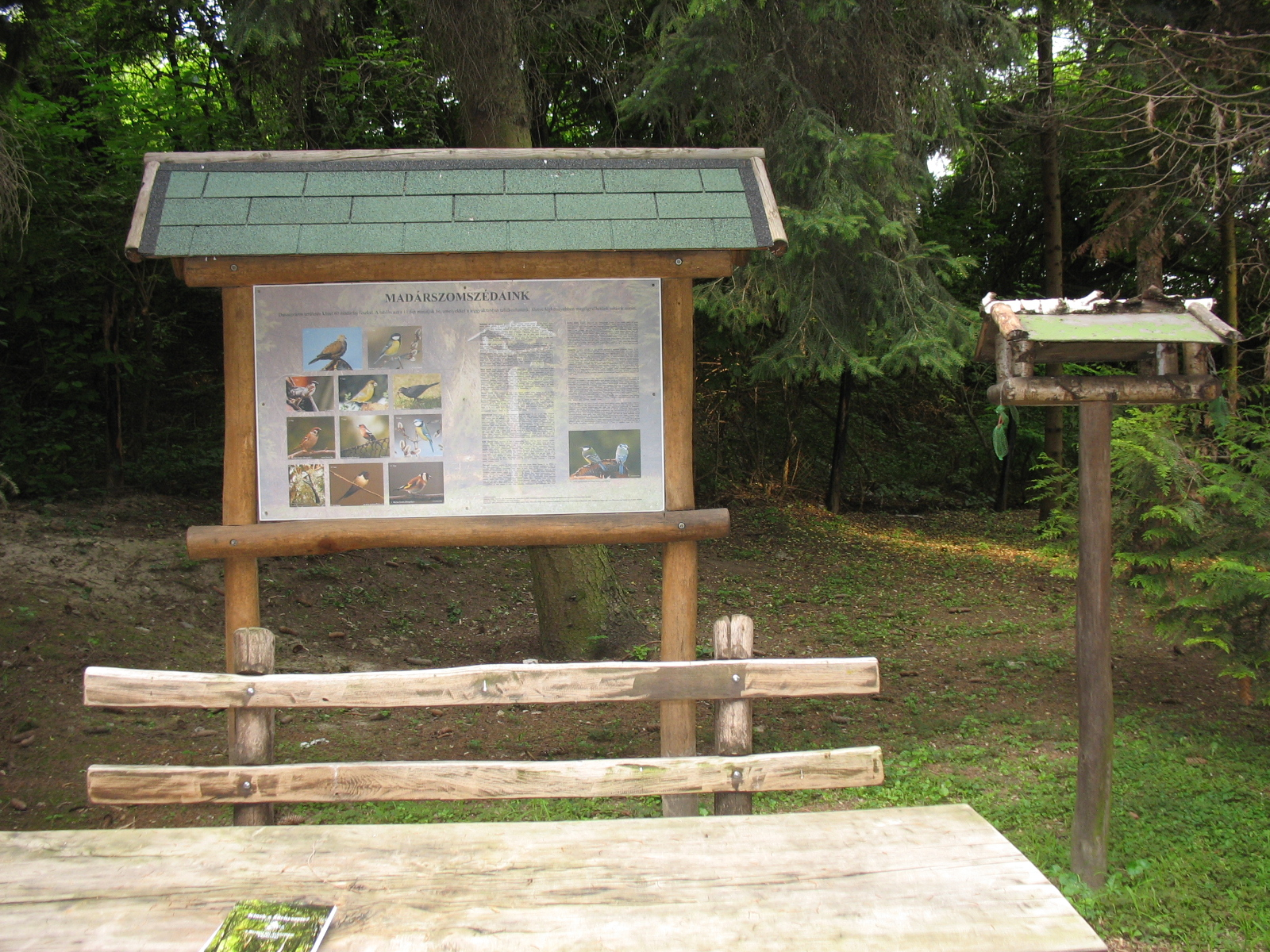
Ismeretterjesztő táblák kísérik utunkat a tanösvényen

Madárszomszédainkbalkáni gerle, fekete rigó, házi veréb, mezei veréb, széncinege, kék cinege, őszapó, erdei pinty, tengelic, zöldike, füsti fecske
Az arborétum gombavilágakésői laskagomba, gyapjas tintagomba, piruló őzlábgomba, nyárfa-tőkegomba, szürkéslila pereszke, könnyező szálkásgomba, kerti susulyka, olajsárga susulyka, sárgászöld korallgomba, terülő csészegomba, fenyő pereszke, Leucoagaricus sp. fajták, tégelygomba, bunkóslábú fülőke
A Kádár-völgy kisemlősvilágaközönséges erdei mókus, nyest, házi egér, vándorpatkány, borz, mezei nyúl, korai denevér, keleti sün, mezei cickány, közönséges vakond
Ízeltlábúak az arborétumbanaranyos rózsabogár, bőrfutrinka, kis hőscincér, verőköltő bodobács, vörösnyakú árpabogár, kis szarvasbogár, német darázs, koronás keresztespók, mezei tücsök, fekete hangya, Atalanta-lepke, piros övesbagoly